# Fofa
Fofa est une ville du centre-sud de l'Éthiopie, située dans la région Éthiopie du Centre. Centre administratif du woreda spécial Yem de la région des nations, nationalités et peuples du Sud jusqu'à son transfert dans la nouvelle région en août 2023, elle est sans doute désormais le chef-lieu de la récente zone Yem ou de l'un de ses woredas.[à vérifier]
Elle se trouve environ 115 km au nord-est d'Hosaena vers 2 500 m d'altitude.
Elle compte 4 960 habitants au recensement national de 2007, ce qui en fait à l'époque la principale agglomération du woreda spécial Yem.